# Aegilops longissima
Aegilops longissima är en gräsart som beskrevs av Georg August Schweinfurth och Reinhold Conrad Muschler. Aegilops longissima ingår i släktet bockveten, och familjen gräs. Inga underarter finns listade i Catalogue of Life.

## Bildgalleri

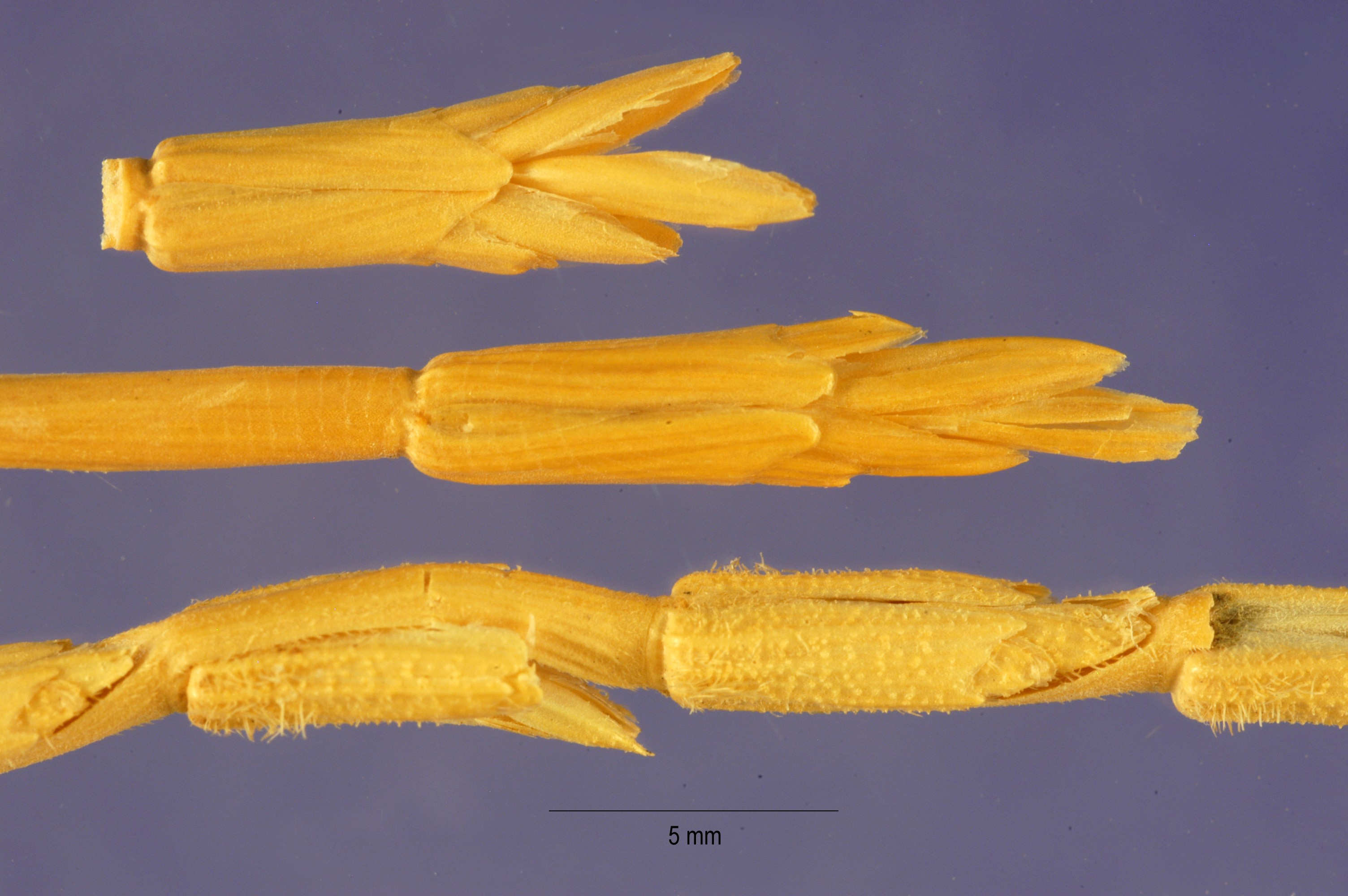